# Too Much to Ask
Singles de Niall Horan
Slow Hands On The Loose
Too Much to Ask est une chanson du chanteur irlandais Niall Horan sortie le 15 septembre 2017. C'est le troisième single du chanteur qui apparaît sur l'album Flicker.

## Composition
Too Much To Ask est écrite en La mineur.

## Contexte
Niall Horan exprime sur Twitter que cette chanson est très spéciale pour lui et que c'est l'une de ses chansons préférées dans l'album,. Il avouera dans une interview qu'il a écrit cette chanson après avoir écrit This Town. 

## Clip
Le clip est sorti le 21 septembre 2017 et est produit par Malia James. Il montre Niall Horan dans une chambre vide, chantant son amour perdu et regarde un couple flirter et s'embrasser dans le métro. On voit également le chanteur entouré de ses musiciens, partageant un moment convivial dans un bar. 

## Certification
| Pays        | Certification | Ventes    |
| ----------- | ------------- | --------- |
| Australie   | Platine       | 70,000    |
| Belgique    | Or            | 15,000    |
| Canada      | Platine       | 80,000    |
| États-Unis  | Or            | 500,000   |
| Italie      | Or            | 25,000    |
| Norvège     | Or            | 3,000,000 |
| Royaume-Uni | Argent        | 200,000   |